# Ковил на Мору
Ковил на Мору (фр. Cauville-sur-Mer) насеље је и општина у северној Француској у региону Горња Нормандија, у департману Приморска Сена која припада префектури Авр.
По подацима из 2011. године у општини је живело 1451 становника, а густина насељености је износила 129,67 становника/km². Општина се простире на површини од 11,19 km². Налази се на средњој надморској висини од 95 метара (максималној 105 m, а минималној 0 m).

## Демографија
| 1962. | 1968. | 1975. | 1982. | 1990. | 1999. | 2011. |
| ----- | ----- | ----- | ----- | ----- | ----- | ----- |
| 480   | 494   | 505   | 1.005 | 1.165 | 1.243 | 1.451 |

График промене броја становника у току последњих година